# هوبير أوسبوك
هوبير أوسبوك (بالألمانية: Hubert Ausböck)‏ (مواليد 8 يناير 1908) هو ملاكم ألماني، مثّل بلاده في الألعاب الأولمبية الصيفية 1928.

## روابط خارجية
هوبير أوسبوك على موقع بوكس ريك (الإنجليزية) (registration required)
- هوبير أوسبوك على موقع أوليمبيديا (الإنجليزية)